# 데니스 로드먼
데니스 키스 로드먼(영어: Dennis Keith Rodman, 문화어: 데니스 로드맨, 1961년 5월 13일 ~ )은 미국의 전 프로 농구 선수이다. 신장 204cm, 체중 95kg의 파워 포워드로서, 신체 조건에도 불구하고, 1991-92 시즌부터 1997-98 시즌까지 7연속 리바운드왕을 차지하였다.
사우스이스턴오클라호마주립대학교(Southeastern Oklahoma State University)를 졸업하고, 1986년 2라운드 27순위로 디트로이트 피스턴스에 입단하여, 1988-89 시즌, 1989-90 시즌, NBA 파이널 2연패를 달성하였고, 1993-94 시즌과 1994-95 시즌에는 샌안토니오 스퍼스 소속으로 활약하다가, 1995년 시카고 불스로 트레이드 되어 1995-96 시즌, 1996-97 시즌, 1997-98 시즌, NBA 파이널 3연패를 달성하였다. 이후 은퇴를 선언하였으나 다시 복귀하여 1998-99 시즌 로스앤젤레스 레이커스와 1999-2000 시즌 댈러스 매버릭스에서 잠시 선수로 활동하기도 하였다.

## 어린 시절
데니스 로드먼은 미국 뉴저지주 트렌턴에서 셜리와 필랜더 로드먼 부부사이에서 태어났는데, 아버지는 미 공군 조종사로 베트남전에도 참전한 베테랑이었다. 로드먼이 3살때 그의 아버지는 가족을 버렸는데, 4명의 다른 여성들에게서 27명의 자식을 얻기도 하였다. 네이스미스 명예의 전당 입성 연설에서 데니스 로드먼의 말에 따르면 47명의 자식을 얻었다고 한다.

## NBA 선수시절

### 디트로이트 피스톤즈
1986년 디트로이트 피스턴스에 신인선수로 입단하여 감독 척 데일리와 함께 농구에 고집센 접근으로 "나쁜 녀석들"로 불렸다. 선수단은 가드 조 듀마스, 아이제이아 토머스, 포워드 에이드리언 댄틀리, 시드니 그린과 센터 빌 레임비어로 구성되어 있었다. 15분 이상이나 뛰었던 벤치 선수들은 비니 존슨, 백업 포워드 릭 마혼, 존 샐리였다. 52개의 경기를 우승하면서 피스톤즈는 편안하게 1987년 NBA 플레이오프에 들어갔다. 워싱턴 불레츠를 쓸어버리고 애틀랜타 호크스를 5개의 경기에서 꺾었으나, 육체적과 정신적으로 시리즈들 중의 하나로 불렸던 보스턴 셀틱스와의 7개의 매치에서 아웃되었다. 7번째 매치에서 패한 후, 로드먼은 셀틱스의 스타 래리 버드가 백인이라는 이유로 과대 평가하였다고 자신의 큰 표제를 만들었다.
1987-88 시즌에 이어 로드먼은 평균 11.6 포인트, 8.7 리바운드, 82개의 정규 시즌 경기 중에 32개를 시작하면서 자신의 실력을 향상시켰다. 피스턴스는 1998년 NBA 결승전을 향하며 3-2로 이끌었으나 로스앤젤레스 레이커스와의 7개의 경기에서 패하고 말았다.
1988-89 시즌에 복귀한 로드먼은 9.0 득점과 27분에 9.4 리바운드의 기록을 세워 효과적 방어를 마련하였고, 올디펜시브 팀에 선정되었다. 그 시즌에 피스턴스는 결국 셀틱스를 쓸어버리면서 자신들의 플레이오프 파면을 극복하였고, 시카고 불스를 상대로 6개의 경기에서 승리하고나서 1989년 결승전에서 레이커스를 4-0으로 꺾었다.
1989-90 시즌에는 릭 마혼이 미네소타 팀버울브스로 이적하게 되었고, 마지막 43번의 정규 시즌 경기에 설발출장해서 로드먼은 8.3 득점, 9.7 리바운드의 기록을 세워 자신을 경기에 최고 수비수로 설립하였다. 이 시기에 피스톤즈는 59번의 경기에서 승리하였고, 로드먼은 수비와 자신의 리바운드 실력으로 칭송을 받았다. 올해의 NBA 디펜시브상을 수상하였고 1990년 플레이오프에서 불스를 다시 꺾고 피스톤즈는 결승전에서 포틀랜드 트레일블레이저스를 만나게 된다. 로드먼은 발목 부상을 당하여 마크 애가이어와 가끔 교체되었으나 그의 수비력없이 피스톤즈는 트레일블레이저스를 5번의 경기에서 꺾어 2번째 타이틀을 획득하였다.
2번째 NBA 챔피언십 링을 이긴 후에 로드먼은 1990-91 시즌에 들어간다. 그해에 그는 결국 피스톤즈의 파워 포워드로 시작하면서 자신을 알리기 시작하였다. 그는82개의 정규 경기 중 77경기에서 시작하여 8.2 포인트, 12.5 리바운드와 함께 두 번째 최우수수비상을 수상하였다. 1991년 플레이오프에 들어간 피스톤즈는 동부 경기에서 시카고 불스에 의하여 쓸어버려지고 말았다. 1991-92 시즌에서 로드먼은 한 경기에 18.7 리바운드(총 1,530)과 함께 첫 리바운드 크라운을 받았다. 1992년 3월의 경기에서 로드먼은 자신 경력의 총 34 리바운드 기록을 세웠다. 하지만 1992년 플레이오프의 첫 라운드에서 피스톤즈는 뉴욕 닉스에 의하여 탈락되었다.
척 데일리 감독이 5월에 사임하고 시즌 전의 게임을 빼먹어 68,000 달러의 벌금을 물면서 로드먼은 완고한 손해를 겪었다. 1992-93 시즌은 더욱 소란스러웠다. 9월에 애인이자 자신의 딸 모친 애니 베이크스와 결혼하였지만 12월에 이혼하고 말았다. 피스톤즈는 40개의 경기만을 우승하고 1993년 플레이오프를 놓치고 말았다. 2월의 한 밤에 로드먼은 자신의 차에 탄알을 잰 총과 함께 잠이 들었다. 4년 후에 발간된 자신의 저서 《내가 원한 만큼 나빠지며》에서 자신이 그날 밤에 자살 생각을 가지고 있었다고 밝혔다. 10월 1일 피스톤즈는 그를 샌안토니오 스퍼스로 이적시켰다.

### 샌안토니오 스퍼스
1993-94 시즌에 스퍼스로 이적한 로드먼은 이제 강력한 포워드로 활약하고 1경기에 17.3 리바운드 기록을 세워 3번째 지속적 리바운드 타이틀을 우승하였다. 자신으로서를 대신하여 수줍은 사기꾼을 없애버린 다는 약속으로 로드먼은 자신의 첫 기괴한 행동들을 보이기 시작하였다. 첫 경기 전에 머리를 깎고 염색을 하였다. 그 시즌 동안에 그는 스테이시 킹과 존 스탁턴에게 박치기하여 퇴장을 당하였고, 가수 마돈나와 함께 2달간 연애를 하는 등의 시사를 남켰다. 55개의 경기를 이긴 시즌에 불구하고 로드먼과 샌안토니오 스퍼스는 1994년 플레이오프의 첫 라운드를 살아남지 못하였고, 유타 재즈에게 4개의 경기에서 패하고 말았다.
1994-95 시즌에 이어 로드먼은 스퍼스의 본부와 함께 충돌하였다. 그는 11월 11일에 첫 3경기에서 결석한 이유로 정지당하였다가, 12월 7일 다시 정지를 당하고 말았다. 그는 19개의 경기를 놓치고 결국 12월 10일에 돌아왔다. 팀에 입단한 후에 그는 오토바이 사고로 어깨가 갈라졌던 고통을 겪었고, 그의 시즌을 49개의 경기로 제한시켰다. 보통적으로 그는 많은 경기를 놓친 덕에 많은 시즌 기록에 실격당하였으나 823개의 리바운드로 800개의 기록을 앞서 4번째 리바운드 타이틀을 얻었다. 1995년 플레이오프에서 MVP 선수 데이비드 로빈슨이 이끄는 스퍼스가 서부 지역 결승전에 들어가 휴스턴 로케츠와 맞붙었다. 하지만 로빈슨이나 로드먼이나 아무도 하킴 올라주원을 막지 못하여 결승전에 나가지 못하였다.

### 시카고 불스
1995-96 시즌에 앞서 로드먼은 팀을 떠난 센터 윌 퍼듀와 포워드 호러스 그랜트의 큰 공간을 채우기 위해 시카고 불스로 이적되었다. 34세의 나이에 큰 논란을 몰고 다니는 데니스 로드먼을 영입하는 것은 이적 당시 도박으로 평가 받음에도 불구하고 그는 재빨리 자신의 새로운 환경에 적응 하였다. 필 잭슨 감독 아래에서 로드먼은 평균 5.5 득점과 한 경기에 14.9 리바운드를 기록하여, 다시 한번 리바운드 타이틀을 얻고 82 정규 경기에서 72승을 기록한 불스에 큰 보탬이 되었다. 자신이 당대 최고의 스타 마이클 조던과 열심히 하는 스카티 피펜 옆에서 함께하는 것에 대하여 "경기장 위에서는 나와 마이클은 큰 문제 없가 없고 서로 소통하는데에도 문제없지만 실 생활에서는 그와 나는 다른 방향으로 가고 있다. 그러니까 그가 북쪽으로 가고 있다면 나는 남쪽으로 그리고 그 중간에 스카티 피펜이 있다고나 할까? 그는 적도같은 사람이다."라고 말하였다. 시즌 초기에 종아리 부상에도 불구하고 로드먼은 11번이나 20개 이상의 리바운드를 잡아냈으며, 1996년 1월 16일 필라델피아 세븐티식서스를 상대로 그의 첫 트리플-더블(10 포인트를 득점하고 21개의 리바운드와 10개의 어시스트)을 기록하였다. 자신의 트레이드마크 끈질긴 수비에 의하여 그는 올스타 디펜시브 퍼스트 팀에 조던, 피펜과 함께 가입하였다. 더 심한 논쟁으로 3월 16일 뉴저지 네츠와 경기에서 심판 테드 번하트를 박치기를 한 이 후 6경기에 출전을 금지당하고 20,000 달러의 벌금을 물기도 하였다. 1996년 플레이오프에서 로드먼은 시애틀 슈퍼소닉스를 상대로 평균 7.5 포인트, 13.7 리바운드를 잡아내며 1996년 우승에 크게 공헌하였다. 특히 2차전 홈경기에서는 20개의 리바운드중 11개의 오펜스 리바운드를 잡아내고 6차전에서는 19개의 리바운드중 역기 11개의 오펜스 리바운드를 잡아내며 활약하였다. 이 대전에서 상대선수 숀 켐프와 그의 팀 감독 조지 칼마저도 로드먼을 칭찬하였다. 그의 2경기의 기록인 11개의 오펜시브 리바운드는 엘빈 헤이스와 함께 NBA결승전 타이 기록이였다.
1996-97 시즌에서는 한 경기에 16.7개의 리바운드로 6번째 리바운드 타이틀을 거머쥐었으나 올디펜시브 팀에 올라오는 데 실패하였다. 그럼에도 불구하고, 더욱 많은 화제를 만들고 있었는데 1997년 1월 15일 팀버울브스와의 경기에서 또 하나의 사고를 일으켰다. 카메라맨 유진 아모스에 걸려 넘어질 때 아모스의 사타구니를 발로 차 아모스에게 200,000 달러의 합의금을 내고 11개의 경기에서 출전 금지(출전 정지당한 11경기 연봉은 받을 수 없었다)당하면서 1,000,000 달러를 잃고 말았다. 다른 3개의 경기를 놓친 후에도 때때로 경기에 초반에서 테크니컬 파울을 하는가하면 무릎 부상으로 인해 11경기를 추가로 뛰지 못하면서 로드먼은 불스가 1997년 유타 재즈와 맞붙은 결승전에 도달하게 된 1997년 플레이오프에서 효과적이지 못하였다. 거기서 그는 재즈의 파워 포워드 칼 말론을 막으려고 고생했지만 결국 불스가 우승하였다.
1997-98 정규 시즌에서 로드먼은 경기당 15.0리바운드, 4.7득점으로 7번째 리바운드 타이틀을 거머쥐었지만 그의 연속 타이틀은 이번 시즌으로 끝이났다. 하지만 11번이나 20개 이상의 리바운드를 잡아냈으며 애틀랜타 호크스를 상대로 경의적인 29개의 리바운드와 로스앤젤레스 클리퍼스를 상대로 15개의 오펜스 리바운드를 잡아내었다. 나이가 든 조던과 로드먼이 이끄는 불스는 1998년 결승전에서 다시 재즈와 맞붙었다. 첫 3개의 경기에서 칼 말론을 상대로 강력한 수비를 선보인 후 로드먼은 4번째 경기 전 헐크 호건과 프로 레슬링 경기를 하고 그 벌금으로 20,000달러를 물게 되었지만 그 벌금은 헐크 호건과의 경기에서 벌어들인 수입금의 10분의 1에도 못미쳤다. 이런 말썽들에도 불구하고 로드먼의 기량은 최고로 평가 받았다. 그에 힘입어 불스는 3번째 연속 우승을 하고 로드먼은 5번째의 우승반지를 받았다.

### 쇠퇴한 세월들
1997-98 시즌 후에 불스는 당시 총지배인 제리 크라우스의 큰 요청에 의하여 굳센 국면을 재건하기 시작하였다. 총감독 필 잭슨과 조던, 피펜을 포함한 몇몇의 선수들은 은퇴와 자유 계약 선수로서 팀을 떠났다. 로드먼은 축출 감소된 1998-99 시즌의 시작 전에 1999년 1월 21일에 불스에서 방출되었다. 그때 그의 누이가 자신의 대리인이면서 로드먼은 그 시즌에 남아있는 선수들의 일당 월급을 위하여 로스앤젤레스 레이커스에 입단하였다. 레이커스와 23개의 경기들 만을 뛰고 방출되었다. 1999-2000 시즌에서는 댈러스 매버릭스와 계약을 맺었는 데, 12개의 경기에서 뛰면서 2번이나 퇴장당하고 그의 엉뚱한 행위와 함께 방영권을 양도하는 사건을 일으켰다.

## 영화 배우
1996년에 로드먼은 자신의 MTV 리얼리티 토크쇼 "The Rodman World Tour"를 가졌다. 1년 후에 그는 영화 배우로 데뷔하여 장 클로드 반담과 함께 《더블 팀》에 출연하였다. 이 영화는 비평적으로 카메라를 상하 좌우로 움직였고, 그에게 골든라즈베리상의 3부분 - 최악의 새 스타상, 최악의 조연상, 최악의 스크린 쌍(반담과 함께)을 수여하였다. 그는 1999년 액션/코미디 영화 《사이먼 세즈》와 2000년 톰 베렌저와 함께 액션 영화 《컷어웨이》에 출연하였다.